# Rio Grande Blood
Rio Grande Blood je desáté studiové album americké skupiny Ministry, které vyšlo roku 2006. Jde o druhou část trilogie proti prezidentu Bushovi; první část vyšla v roce 2004 jako Houses of the Molé a další následovala v roce 2007 albem The Last Sucker.
Název alba paroduje název alba Rio Grande Mud skupiny ZZ Top, které vyšlo roku 1972.

## Seznam skladeb
1. "Rio Grande Blood" – 4:24 (Jourgensen)
2. "Señor Peligro" – 3:38 (Jourgensen, Victor)
3. "Gangreen" (ft. Sgt. Major) – 6:00 (Jourgensen, Victor)
4. "Fear (Is Big Business)" – 4:51 (Jourgensen, Victor)
5. "LiesLiesLies" – 5:16 (Jourgensen, Victor)
6. "The Great Satan (Remix)" – 3:09 (Jourgensen)
7. "Yellow Cake" – 4:35 (Jourgensen, Raven)
8. "Palestina" – 3:18 (Jourgensen, Victor)
9. "Ass Clown" (ft. Jello Biafra) – 6:42 (Jourgensen, Raven)
10. "Khyber Pass" (ft. Liz Constantine) – 7:31 (Jourgensen, Raven, Victor)
11. "LiesLiesLies (Jungle Remixxx)" - 9:34 (Jourgensen, Victor) (Japan bonus track)
12. "Silence" - 0:04
13. "Silence" - 0:06
14. "Sgt. Major Redux" (ft. Sgt. Major) – 1:45

## Sestava

### Ministry
- Al Jourgensen - vokály, kytara (1-3, 5-10), baskytara (1, 6), klávesy, programování bicích (1, 6), produkce
- Tommy Victor - kytara (2-5, 7-10), baskytara (2-4)
- Paul Raven - klávesy (2, 3, 10), vokály (2, 3), baskytara (5, 7-10), kytara (7, 9, 10) programování bicích (7, 9), bicí (10)
- Mark Baker - bicí (2, 3, 5, 8, 10)

### Hosté
- Isaias Martinez - latinské vokály (2)
- Freddie Macias - doprovodné vokály (2, 3)
- Sgt. Major - drill instructor vocals (3, 13)
- Bobby Torres - doprovodné vokály (3)
- Jim Ward - doprovodné vokály (3)
- Justin Leeah - programátor bicích (4), engineer
- Mike Scaccia - kytara (6)
- Jello Biafra - vokály (9)
- Liz Constantine - dodatečné vokály (10)
- John Gray - engineer